# Critical Threats Project
Das Critical Threats Project (CTP) wurde im Jahr 2009 vom American Enterprise Institute (AEI), einem US-amerikanischen Think Tank in Washington, ins Leben gerufen und vom Senior-Fellow Frederick W. Kagan der American Enterprise Institute for Public Policy Research (AEI) geleitet. Ziel von Critical Threats ist es, politische Entscheidungsträger, Geheimdienst- und Militärkreise sowie alle interessierten Bürger der Vereinigten Staaten (USA) zu informieren und aufzuklären, die die Nuancen und das Ausmaß der Bedrohungen für Amerikas Sicherheit verstehen müssen. Das Projekt führt nachrichtendienstliche Analysen nicht klassifizierter Informationen durch, um kontinuierliche Bewertungen der Bedrohungen für die USA und ihre Verbündeten zu erstellen. Diese Einschätzungen werden zu konkreten Aktionsplänen weiterentwickelt, wobei bewährte Praktiken des US-Militärs, der Nachrichtendienste und des diplomatischen Korps zum Einsatz kommen. Es stellt der Exekutive, dem Kongress der Vereinigten Staaten, den Medien und der Öffentlichkeit seine Einschätzungen und Empfehlungen auf unparteiischer Basis zur Verfügung. Critical Threats nimmt keine Gelder von der amerikanischen oder einer ausländischen Regierung an.